# Alachua
Alachua [əˈlætʃueɪ]  ist eine Stadt im Alachua County im US-Bundesstaat Florida. Das U.S. Census Bureau hat bei der Volkszählung 2020 eine Einwohnerzahl von 10.574 ermittelt.

## Geographie
Alachua grenzt an die Städte Gainesville und High Springs. Die Stadt liegt etwa 100 km südwestlich von Jacksonville.

## Geschichte
Alachua ist ein indianisches Wort und bedeutet „das Becken“. Es bezeichnete die Landschaft des Ortes, wie sie früher war: unter riesigen Eichen, Magnolien, Zedern und Hickory-Bäumen.
Die Geschichte von Alachua kann man nicht erzählen, ohne gleichfalls die Geschichte einer anderen kleinen Stadt in der Nähe, Newnansville, zu erzählen. Die zwei Ansiedlungen waren in der früheren Geschichte eng miteinander verknüpft. Um 1800 war das Alachua County ein wildes Land, bewohnt und beherrscht von den Seminole-Indianern. Indianische Überfälle waren in dem Gebiet fast schon normal. 1818 wurde eine Ansiedlung, heute als Newnansville bekannt, gegründet.
1824 wurde ein Vertrag unterzeichnet, der die Seminolen dazu bewog, weiter in den Süden zu ziehen und das Land zu räumen. Anfang 1826 wurde die erste Poststation gegründet, Straßen wurden gebaut, Geschäfte und Lager wurden erstellt, und ein besiedeltes Land begann zu existieren. Dieses Gebiet wurde damals „Dell’s Post“ genannt. In einem historischen Dokument wird auch auf „Dell’s Gerichtsgebäude“ verwiesen. 1814 wurde ein Landbewilligungsbüro eingerichtet, das den frühen Kolonisten Land anbot, vorausgesetzt dass sie versprachen, vom Land und der Farm zu leben und die Indianer davon fernzuhalten. Der Name „Dell’s Post“ oder „Dell’s Gerichtsgebäude“ wurde durch die gesetzgebende Landkörperschaft zu „Newnansville“ zu Ehren des Patrioten und Kriegshelden, Daniel Newnan, geändert und offiziell eingetragen. Alachua war eines der größten Countys in dieser Zeit. Das Gebiet hat im Laufe der Zeit beträchtlich an Größe verloren.
Newnansville war ein Verkehrsknotenpunkt für mehrere wichtige Straßen durch das frühe Florida. Während des Zweiten Seminolen-Kriegs (1835–1842) wurden Hunderte von versprengten Kolonisten dort und im Fort Gilleland beschützt. Es gab acht Forts im Alachua County für den Schutz der Weißen gegen die Indianer zwischen 1835 und 1855, aber da das Alachua County zu dieser Zeit wesentlich größer war, waren dies viel zu wenig.
Als der Krieg zu Ende war, wurde Newnansville ein Handelszentrum für ein Gebiet, das zu wachsen begann, hauptsächlich bedingt durch eine große Zahl von Flüchtlingskolonisten. Newnansville und das Umland waren das am dichtesten bevölkerte Gebiet im Alachua County seit fünfzig Jahren. Mehr als ein Drittel der Stimmberechtigten lebte 1857 in Newnansville, das bis 1854 Kreisstadt war, als die Eisenbahnlinie von Fernandina bis Cedar Key gebaut wurde und den Ort zum Osten umging, ohne dass er an die Eisenbahn angebunden wurde. Um die Eisenbahnverbindung zu nutzen, wurde das US-amerikanische Landbüro nach Gainesville verlegt, ebenso wie die County-Verwaltung. Die Stadt Newnansville war somit kein Zentrum mehr und verfiel in den nächsten 30 Jahren in die Bedeutungslosigkeit.
1884, als die Savannah, Florida and Western Railroad ihre Eisenbahnlinie ungefähr 2 km im Süden verlegten, verlegten auch die ehemaligen Kolonisten ihre Geschäfte näher an die neue Stadt Alachua, die als Nachschubbasis für die Eisenbahn gegründet wurde. Newnansville wurde langsam eine Stadt der Vergangenheit und fiel in Vergessenheit.
Im März 1885 war es F.E. Williams zu verdanken, dass die neue Stadt ein dauerhaftes Eisenbahndepot und somit einen Bahnhof und eine Poststation erhielt, die am 30. April 1887 ihre Arbeit aufnahm. Ein Hotel und mehrere Geschäfte folgten, ebenso eine Getreidemühle. Bereits damals schrieb ein Reporter des „Advocate“: „…Alachua wird den Handel von Newansville komplett verschlingen…“. Seine Vorhersage erfüllte sich.
Eine weitere Bahnstrecke wurde 1899 durch die Jacksonville and Southwestern Railway von Jacksonville über Alachua nach Newberry erbaut.
Am 12. April 1905 wurde der Ort Alachua offiziell aufgenommen mit einer Bevölkerung von 526 Menschen. 1912 hatte der Ort drei Hotels: das „Sheffield Hotel“, das „Transient House“, sowie ein zweites „Transient House“. 1914 hatte Alachua zwei Banken, drei Hotels, mehrere Lager und Geschäfte, ein gut bestücktes Warenhaus, eine Eisfabrik, ein Elektrizitätswerk, ein Wasserwerk, zwei Baumwolle verarbeitende Betriebe, zwei Mühlen und eine Getränkefirma, die ihre Erzeugnisse in Flaschen abfüllte. 1913 begann die Versorgung mit elektrischem Licht und das Wasserwerk wurde in Betrieb genommen. Strom kostete 1 $ pro Monat für die ersten 300 Watt und 1,25 $ für 300–500 Watt. Die Kosten für die Wasserversorgung waren 1 $ pro Monat für den Hauptanschluss und 25 Cent für jeden weiteren Anschluss.
1915 hatte die neue Gemeinde von Alachua zwei Kirchen, für Baptisten und Methodisten. Die örtlichen Presbyterianer hielten ihren eigenen Gottesdienst in der Baptistenkirche ab. Das Schulgebäude stand auf einem Hügel im Nordosten der Stadt. Zuerst gab es sieben Lehrer für die Schule, die zuerst nur aus einer Klasse mit zwei Jungen und einem Mädchen bestand. Doch die Schule wuchs und 1924 holte sich die „Alachua Basketball-Mannschaft“ im Turnier den Sieg über die „Duval High School“ in Jacksonville, und im nahe gelegenen Gainesville wurden sich die Menschen bewusst, dass die „Florida Gators“, wie sie sich ab jetzt nannten, landesweite Beachtung finden würden. 1925 hatte Alachua bereits 1100 Einwohner, noch zwei Banken und alle drei Religionen hatten jetzt ihre eigene Kirche. Seit kurzem gab es auch eine handvermittelte Telefonverbindung zur Außenwelt.
In den Jahren danach veränderte sich das Stadtbild radikal, als die ersten Autos, die Ford T-Modelle in die Stadt rollten.
In den 1930er Jahren kam es auch hier, wie im ganzen Land zur großen Depression und die Banken schlossen oder gingen in Konkurs. Da aber der ländliche Typus des Ortes geblieben war und er ein gutes Verhältnis zu den Bauern der Umgebung hatte, gab es immer genug zu essen und die Not hielt sich in Grenzen.
Nach der großen Depression wuchs Alachua weiter. 1950 waren es 1116, 1960 1974 und 1970 2252 Einwohner. 1990 war die Einwohnerzahl bereits auf 4529 gestiegen.

### Religionen
In Alachua gibt es derzeit 13 verschiedene Kirchen mit 5 verschiedenen Konfessionen, darunter ist die Baptistengemeinde mit 8 Kirchen am stärksten vertreten (Stand: 2004).

### Demographische Daten
Laut der Volkszählung 2010 verteilten sich die damaligen 9059 Einwohner auf 4037 Haushalte. Die Bevölkerungsdichte lag bei 120,5 Einw./km². 72,0 % der Bevölkerung bezeichneten sich als Weiße, 21,4 % als Afroamerikaner, 0,4 % als Indianer und 2,2 % als Asian Americans. 1,8 % gaben die Angehörigkeit zu einer anderen Ethnie und 2,2 % zu mehreren Ethnien an. 6,9 % der Bevölkerung bestand aus Hispanics oder Latinos.
Im Jahr 2010 lebten in 33,5 % aller Haushalte Kinder unter 18 Jahren sowie 24,6 % aller Haushalte Personen mit mindestens 65 Jahren. 70,1 % der Haushalte waren Familienhaushalte (bestehend aus verheirateten Paaren mit oder ohne Nachkommen bzw. einem Elternteil mit Nachkomme). Die durchschnittliche Größe eines Haushalts lag bei 2,50 Personen und die durchschnittliche Familiengröße bei 2,97 Personen.
26,8 % der Bevölkerung waren jünger als 20 Jahre, 23,9 % waren 20 bis 39 Jahre alt, 28,7 % waren 40 bis 59 Jahre alt und 20,4 % waren mindestens 60 Jahre alt. Das mittlere Alter betrug 40 Jahre. 46,7 % der Bevölkerung waren männlich und 53,3 % weiblich.
Das durchschnittliche Jahreseinkommen lag bei 62.730 $, dabei lebten 13,4 % der Bevölkerung unter der Armutsgrenze.
Im Jahr 2000 war Englisch die Muttersprache von 96,88 % der Bevölkerung und spanisch sprachen 3,13 %.

## Sehenswürdigkeiten
Der City of Alachua Downtown Historic District und die Newnansville Town Site sind im National Register of Historic Places gelistet.

## Wirtschaft
Eine nennenswerte Industrie gibt es nicht. Die hauptsächlichen Beschäftigungszweige sind: Ausbildung, Gesundheit und Soziales: (16,6 %), Handel / Einzelhandel: (15,6 %), Finanzen, Versicherungen und Immobilien: (3,0 %), Baugewerbe: (10,1 %).

## Schulen
- Alachua Elementary School
- W. w. Irby Elementary School
- A. l. Mebane Middle School
- Santa Fe High School, ca. 1200 Schüler

## Bildung
Weiterführende Bildungsmöglichkeiten gibt es im Ort selbst nicht. Folgende Institute, bis zu einem Umkreis von 150 km, bieten sich an:
- Santa Fe Community College in Gainesville, ca. 15 km entfernt, etwa 7900 Studenten
- University of Florida in Gainesville, ca. 15 km entfernt, etwa 41.500 Studenten
- Saint Johns River Community College in Ocala, ca. 75 km entfernt, etwa 2500 Studenten
- Florida Community College in Jacksonville, ca. 110 km entfernt, etwa 10.500 Studenten
- University of Nort Florida in Jacksonville, ca. 110 km entfernt, etwa 9200 Studenten
- Vladosta State University in Vladosta, ca. 150 km entfernt, etwa 7100 Studenten.

## Kliniken
Die Stadt selbst hat keine Klinik. Für medizinische Behandlungen, die einen ambulanten oder stationären Aufenthalt erforderlich machen, müssen die Einwohner eine der umliegenden Kliniken aufsuchen:
- Shands Hospital at the University of Florida in Gainesville, etwa 15 km entfernt
- North Florida Regional Medical Center in Gainesville, etwa 18 km entfernt
- Ramadan Hand Institute in Lake Butler, etwa 25 km entfernt.

## Parks und Sportmöglichkeiten
Es gibt verschiedene Stadtparks sowie mehrere sportliche Einrichtungen sowie Spielwiesen und Möglichkeiten zum Camping und Grillen.

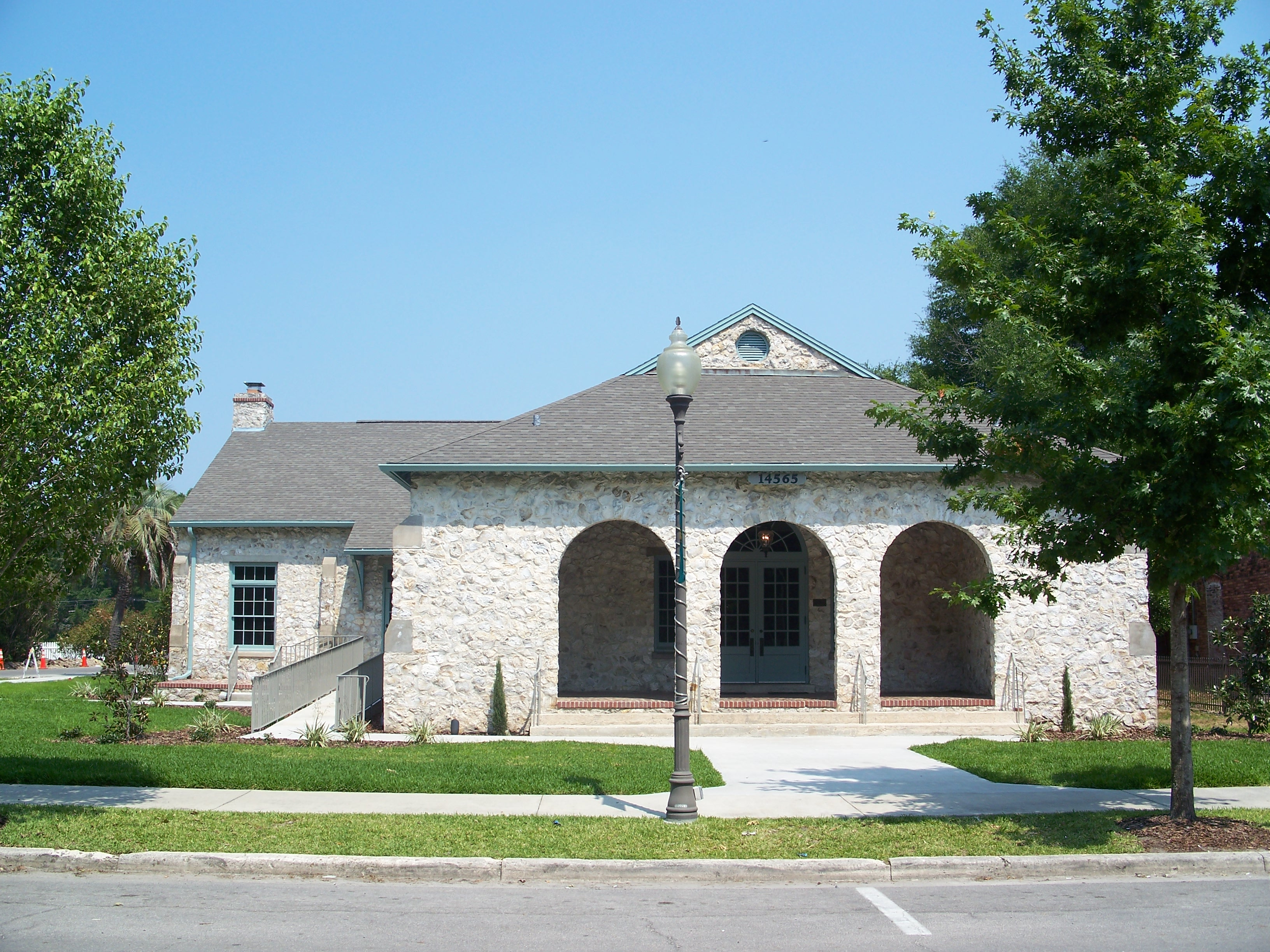
Hist. Dist. / Womens Club
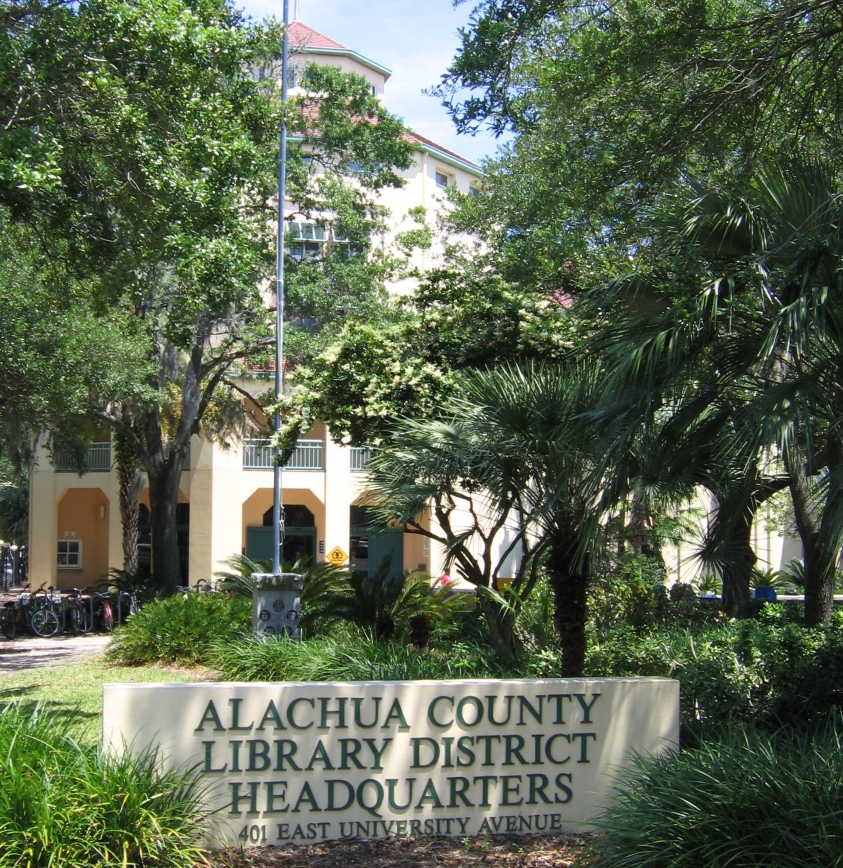
Alachua County Library District Headquarters
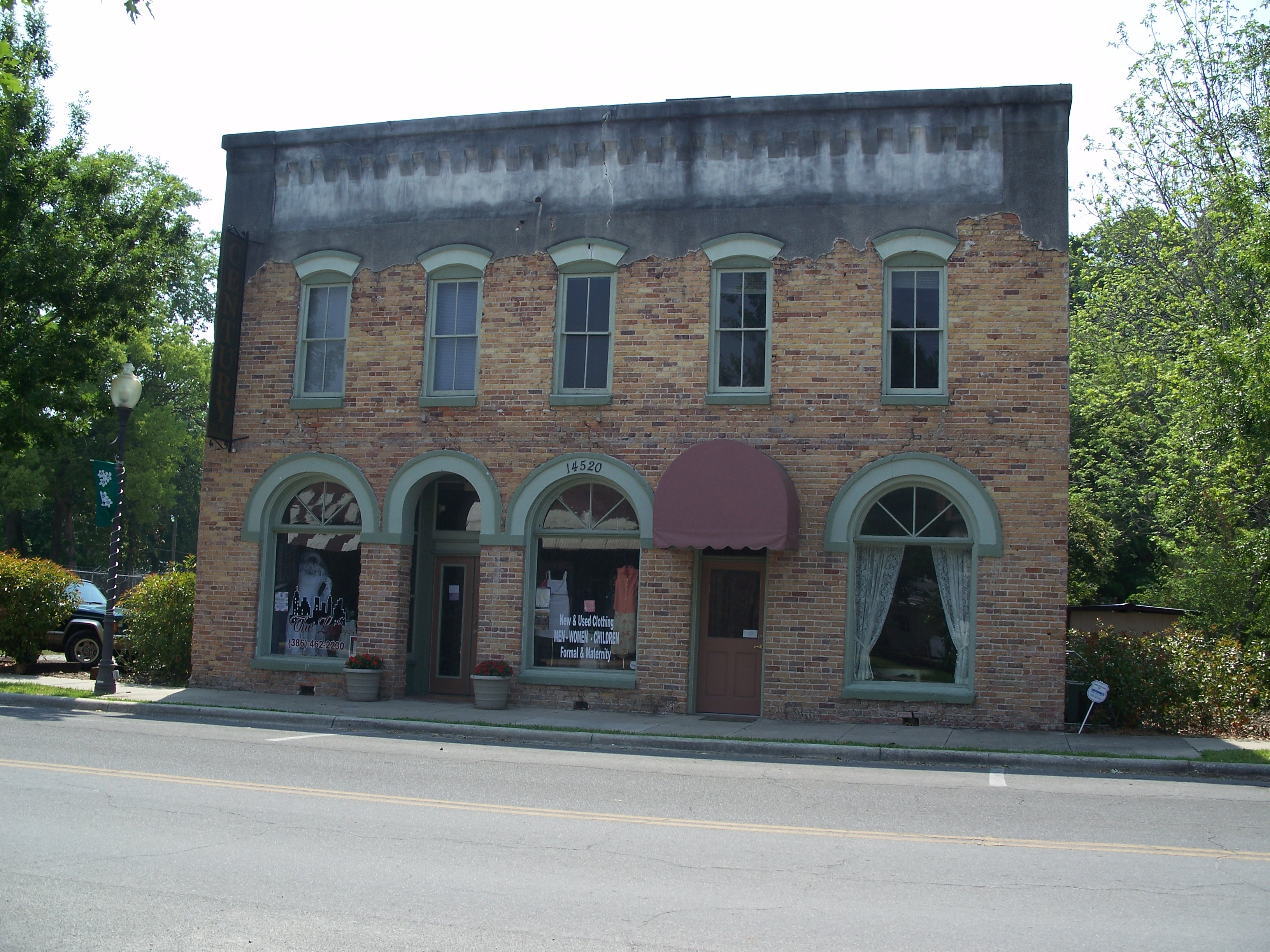
Hist. Dist. / Mainstreet
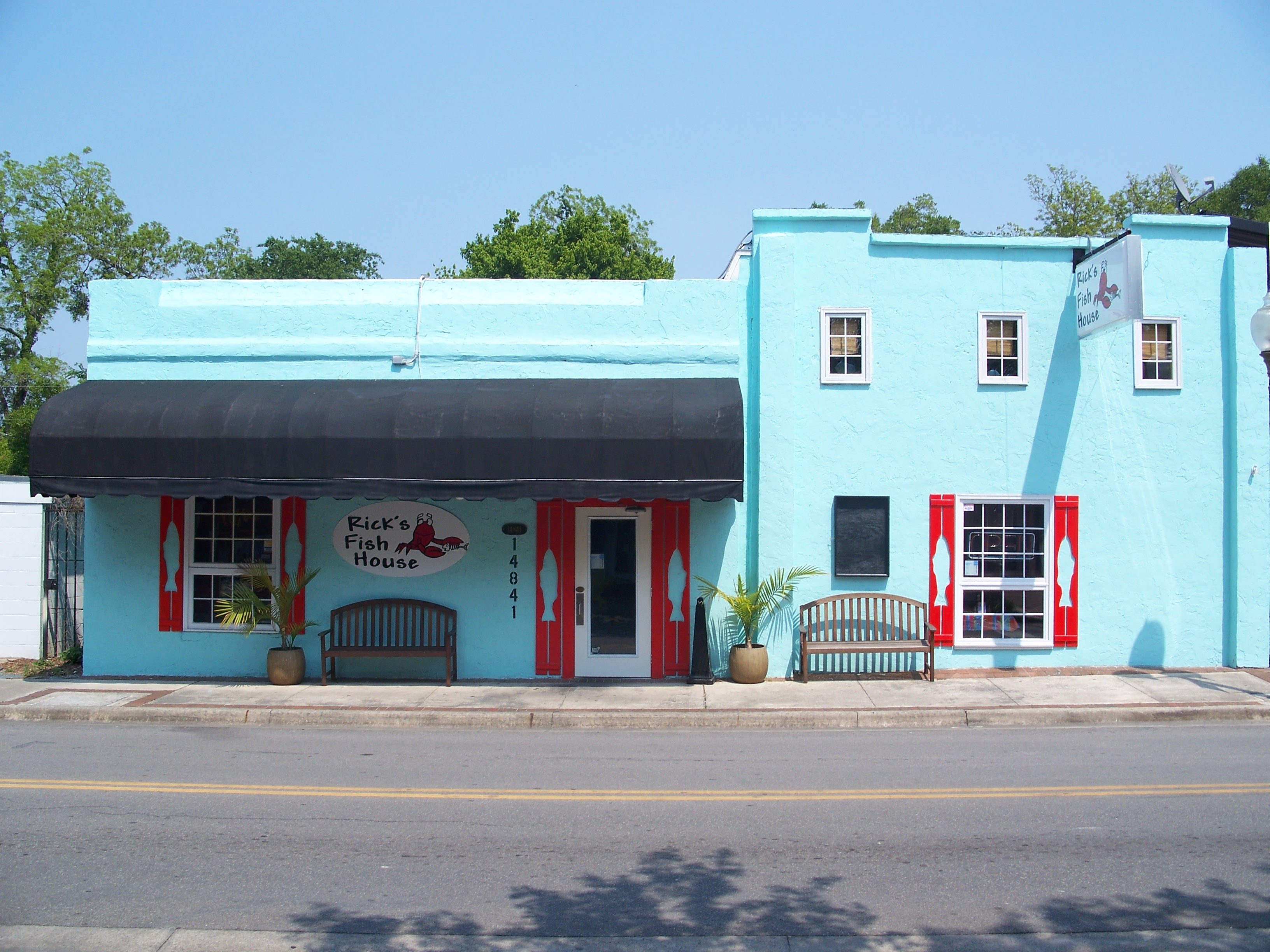
Hist. Dist. / Mainstreet

## Verkehr
Alachua wird von der Interstate 75, vom U.S. Highway 441 (SR 20) sowie der Florida State Road 235 durchquert. Der nächste Flughafen ist der Gainesville Regional Airport (etwa 20 km südöstlich).

## Söhne und Töchter der Stadt
- Michele Boyd (* 1980), Schauspielerin, Moderatorin und Filmproduzentin